# Jah Cure
Siccature Alcock, mer känd under artistnamnet Jah Cure eller  Iyah Cure, född 11 oktober 1978 i Hanover, Jamaica, är en jamaicansk reggaeartist. Han växte upp i Kingston, namnet Jah Cure fick han av reggaeartisten Capleton som Mr. Alcock mötte under sin uppväxt i Jamaicas huvudstad. Jah Cure är även känd som kungen över subgenren Lovers Rock.

## Diskografi
Studioalbum
- 2000 – Free Jah's Cure The Album the Truth[4]
- 2003 – Ghetto Life[4]
- 2005 – Freedom Blues[4]
- 2007 – True Reflections... A New Beginning
- 2009 – The Universal Cure
- 2012 – World Cry
- 2015 – The Cure[5][6]

Video
- 2015 – Rasta
- 2017 – Show Love